# Władysław Broniewski
Władysław Broniewski, né le 17 décembre 1897 à Płock, mort le 10 février 1962  à Varsovie, est un poète et traducteur polonais engagé à gauche, représentant pour une partie de son œuvre la littérature « révolutionnaire ». En tant que combattant, il a pris part à plusieurs guerres du XXe siècle dans les rangs polonais.

## Vie
Władysław Broniewski est le fils de Zofia, née Lubowidzka, et Antoni Broniewski, d'une famille patriote de la noblesse polonaise. Il fait des études secondaires au lycée polonais (Gimnazjum Polskie Polskiej Macierzy Szkolnej w Płocku) de Płock, ville alors située en territoire rattaché à l'Empire russe. Il s'engage dès son jeune dans des actions marquant son attachement simultané à la patrie polonaise et aux idées socialistes.
Il s'engage durant la Première Guerre mondiale dans les légions polonaises créées par Józef Piłsudski en territoire autrichien. Il s'inscrit également pour des études à l'Université de Varsovie. Il est interné en 1917 à la suite de son refus de prêter allégeance à l'Empereur Guillaume II.
Après l'indépendance, il prend part à la guerre russo-polonaise de 1920, pour laquelle il reçoit la croix d'argent de l'Ordre Virtuti Militari et quatre fois la Croix de la Valeur.  Dans les années 1920, insatisfait de l'évolution de Józef Piłsudski et de celle de l'État polonais reconstitué, il se radicalise et rejoint la mouvance communiste, collaborant à plusieurs organes de cette tendance : Nowa Kultura, Kultura Robotnicza, organe légal du Parti communiste de Pologne, les mensuels Dźwignia et 
Miesięcznika Literackiego.
Il n'eut pas le temps de combattre en 1939, mais il fut arrêté et interné treize mois à la Loubianka avant de rejoindre à sa libération l'armée polonaise du général Anders en Orient.
Sous la République populaire de Pologne, les autorités essaient d'en faire un poète officiel du régime, mais il n'entre pas totalement dans leur jeu. Son écriture évolue progressivement vers des thèmes plus intimistes, notamment à la suite de la disparition tragique de sa fille Anka (Joanna) en 1954.
Il a été décoré de l'Ordre Polonia Restituta et de l'Ordre des bâtisseurs de la Pologne populaire.

## Œuvres
Livres
- Wiatraki (1925), Les Moulins à vent
- Dymy nad miastem (1927), La Fumée sur la ville
- Troska i pieśń (1932), Soins et chanson
- Krzyk ostateczny (1938), Le Cri final
- Bagnet na broń (943), Baïonnette au canon
- Drzewo rozpaczające (1945), L'Arbre de deuil
- Nadzieja (1951), L'Espoir
- Anka (1956), Anka

Poèmes
- Komuna Paryska (1929), La Commune de Paris
- Słowo o Stalinie (1949), Sur Staline
- Mazowsze (1951) La Mazovie
- Wisła (1953), La Vistule
- Ulica Miła (1953), Rue Miła[6], célèbre poème en mémoire du Soulèvement du ghetto de Varsovie

Traductions :
Broniewski était également traducteur (littérature russe et allemande), notamment des œuvres de :
- Dostoïevski (Humiliés et offensés, Les Nuits blanches,
- Alexis N. Tolstoï,
- Nicolas Gogol (Les Âmes mortes),
- Maïakovski,
- Sergueï Essénine,
- Bertolt Brecht.

### Inspiration
De nombreuses chansons ont repris des poèmes ou trouvé leur inspiration dans l'œuvre de Broniewski, la sienne étant souvent le reflet de sa vie, Anka lors de la mort de sa fille, Sur Staline lors de son implication politique, Baïonnette au canon lors de l'invasion de la Pologne en 1939.
Un musée de Varsovie lui est consacré dans l'immeuble où il a passé les neuf dernières années de sa vie.